# 扎霍爾斯卡比斯特里察
扎霍爾斯卡比斯特里察是斯洛伐克首都布拉提斯拉瓦的一個地區。扎霍爾斯卡比斯特里察位於布拉提斯拉瓦的西部，在行政區劃上屬於布拉提斯拉瓦4區。扎霍爾斯卡比斯特里察首次被提及是在1208年。